# Panteó Esqueu i Vilallonga
Panteó Esqueu i Vilallonga és un sepulcre del municipi de Lloret de Mar (Selva) inclosa en l'Inventari del Patrimoni Arquitectònic de Catalunya. Aquest panteó està situat a l'esquerra de l'entrada principal del cementiri. De manera excepcional, domina una àmplia perspectiva i està entre dos nivells, mirant al passeig central i mirant cap a l'Avinguda de Sant Josep.

## Descripció
En aquesta obra, amb un gran sentit d'organicitat i unitat, s'ha prescindit de la capella-panteó i se'n destaquen tres elements. En primer terme hi ha un drac que dona l'esquena al passeig central i permet arrodonir un dels angles del monument. En segon terme hi ha una estructura que serveix de base a la representació del sarcòfag. I en tercer lloc, la gran creu suportada per un arc parabòlic. La identificació de l'enterrament està resolta amb una estructura circular i una sobreelevació concèntrica que mostra les lletres, en relleu de bronze, del nom "JOSEPH ESQUEU Y VILALLONGA". A la base circular, en relleu de pedra (de Montjuïc) hi ha la llegenda "Y FAMÍLIA".
Estilísticament, aquest panteó està relacionat amb l'Hipogeu Mataró i Vilallonga, de 1907. Les mostres més evidents d'un estil volgudament medievalitzant són el drac i el sarcòfag.
Pel que fa al drac, clara referència del "regne de les ombres", sosté una calavera a la grapa esquerra. Sobre la calavera hi ha les taules de la llei (gravades amb la paraula "LEX"). Per contraposició, sobre l'arc en paràbola a manera d'entrada, s'aixeca la creu. Aquesta porta la llegenda, en relleu de pedra, "EGO SUM VITA" i al mig de la creu hi ha un cor sagnant i coronat d'espines recobert de mosaic vermell i envoltat de quatre raigs daurats i un joc de vidres tallats a manera de cercle de radiació.
Quant al sarcòfag, al nivell intermedi, és la commemoració dels enterrats a sota amb una profusa decoració vegetal i geomètrica. A les formes romboidals de la façana hi ha les inicials G.E.S (de Gràcia Esqueu Surís, promotora de l'obra).
Pel que fa al Cementiri de Lloret de Mar, és reconegut per oferir un dels conjunts d'escultura funerària modernista més importants del país. El cementiri s'articula al voltant l'avinguda Principal i la de Sant Josep (lateral esquerra). El conjunt de sepultures més interessants, la majoria de les quals estan realitzades amb pedra de Montjuïc (Barcelona) o de Girona, i amb marbre, en alguns casos de Carrara (Itàlia), són les sepultures ricament esculpides dels rics lloretencs: indianos que havien arribat de fer fortuna, metges, notaris i rendistes. Hi ha obres projectades pels arquitectes Bonavenutura Conill i Montobbio (1876-1946), Vicenç Artigues i Albertí (1876-1963), Josep Puig i Cadafalch (1862-1957) i Antoni M. Gallissà (1861-1903); i esculpides, entres d'altres, per Ismael Smith i Marí (1886-1972).

## Història
Aquest panteó, anomenat també panteó núm.14 (Alcoy, 1990), és atribuït a l'arquitecte Bonaventura Conill i Motobbio i sembla que fou construït entre 1904 i 1909. A més d'aquest monument funerari, Rosa Alcoy atribueix al mateix autor els hipogeus Mataró i Vilallonga (1907; vegeu fitxa), Vila i Domènech 8c.1910), Conill i Surís (c.1911; vegeu fitxa) i Conill i Andrich (1906; vegeu fitxa).
Pel que fa al cementiri, les primeres referències d'un nou cementiri són de 1874, però oficialment es va començar a tractar la necessitat de construir un nou cementiri més allunyat de la vila l'any 1891. El terreny escollit fou el lloc anomenat Mas d'en Bot, al costat de la capella de St Quirze i que pertanyia al Sr. Salvador Bianchi. Les obres van començar el 1896-1899 i van acabar el 1901. La capella es va acabar el 1903, i fou construïda per Joan Soliguer. Pel que fa als panteons i hipogeus de primera classe, aquests varen ser encomanats majoritàriament a arquitectes. Els projectes dels panteons i hipogeus del nou cementiri foren d'A M. Gallissà, J. Puig i Cadafalc, V. Artigas i Albertí, B. Conill i Montobbio i R. M. Ruidor.